# IC 206
IC 206 — галактика типу S0 (спіральна галактика) у сузір'ї Кит.
Цей об'єкт міститься в оригінальній редакції індексного каталогу.